# AJ Rudowitz
Andrew John „AJ“ Rudowitz (* 4. Januar 1988 in Kearny (New Jersey)) ist ein ehemaliger US-amerikanischer Basketballspieler.

## Laufbahn
Rudowitz besuchte die Monroe Township High School im US-Bundesstaat New Jersey, 2006 ging er ans Stonehill College nach Massachusetts. Dort belegte er das Hauptfach Unternehmensführung und gehörte als Flügelspieler der Basketballmannschaft an. Rudowitz wurde für seine Leistungen im Basketball in den Spieljahren 2008/09 und 2009/10 unter die fünf besten Akteure der Northeast-10-Conference gewählt.
Von 2010 bis 2014 spielte Rudowitz in Deutschland. Sein erster Halt wurde der Regionalligist ASC Theresianum Mainz. Vor der Saison 2011/12 wechselte er zum SC Rasta Vechta (damals 2. Bundesliga ProB). Er trug erheblich zum Aufstieg der von Trainer Pat Elzie betreuten Niedersachsen in die 2. Bundesliga ProA bei, unter anderem indem er Anfang April 2012 im Spiel gegen den UBC Hannover mit einem Dreipunktwurf die Verlängerung erzwang, in welcher sich Vechta dann den Sieg sicherte, der den Zweitligaaufstieg bedeutete. In der zweiten Liga zählte der Flügelspieler ebenfalls zu den Leistungsträgern der Niedersachsen und trug im Durchschnitt 11,5 Punkte pro Begegnung zum überraschenden Aufstieg des SC Rasta in die Basketball-Bundesliga bei. In der höchsten deutschen Spielklasse wurde Rudowitz im Verlauf der Saison 2013/14 in 23 Partien eingesetzt, er kam auf Mittelwerte von 3,6 Punkten sowie 2,3 Rebounds und stieg mit Vechta als Tabellenletzter ab. Rudowitz beendete anschließend seine Leistungssportkarriere, in der ihn zuletzt körperliche Beschwerden geplagt hatten.
Er ging in sein Heimatland zurück, schloss 2017 an der Temple University ein Studium im Fach Rechtswissenschaft mit der Note summa cum laude ab und wurde beruflich in einer Anwaltskanzlei in Philadelphia tätig.